# 현울림악기

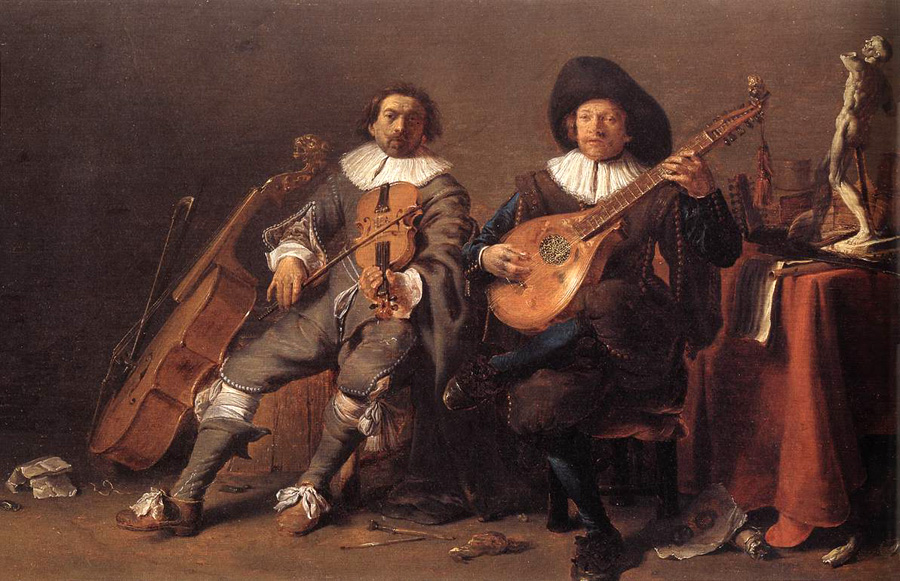

현울림악기(chordophone), 줄울림악기 또는 현명악기(絃鳴樂器)는 현의 진동으로 소리를 내는 악기를 말한다. 이는 1914년 독일 사람이며 음악학자인 에리히 폰 호른보르텔(E. M. von Hornbostel)과 쿠르트 작스(C. Sachs)가 발표한 악기의 분류법에 따른 것이다.
사실상 현악기를 말하는 것으로서 어떠한 주법으로 하든 현의 진동으로 발음하는 모든 악기를 포함한다. 이 분류로는 피아노도 현명악기이다. 현을 치는 것이나 건반이 있다는 것은 문제가 되지 않는다. 현악기에는 그 형상에 따라 치터족(zither族), 류트족(lute族), 하프족(harp族), 하프 류트족 등으로 분류되기도 한다.

## 주요 악기
| - 바이올린 - 첼로 - 비올라 - 비올(비올로네, 비올라 바스타르다, 비올라 다 모레, 비올라 디 보르도네) - 콘트라베이스 - 쟁 - 단니 - 류트 - 해금 - 만돌린 - 밴조 - 우클렐레 - 가야금 - 비파 - 소 우 - 피아노 | - 양금 - 거문고 - 치터 - 발랄라이카 - 키타라 - 리라 - 기타 - 마두금 - 클라비코드 - 하프 - 아쟁 - 슬 - 샤미센 - 이호 - 아르파 - 부주키 |